# Израиль на летних Олимпийских играх 2008
Израиль участвовал в летних Олимпийских играх 2008 года в Пекине, Китай. Это было четырнадцатое участие страны в летних олимпийских играх.
43 спортсмена приняли участие в соревнованиях. Это была самая большая делегация за историю участия страны в олимпийском движении (в Олимпийских играх в Сиднее участвовали 40 человек).
Количество мужчин и женщин в команде: 23 и 20.
Стрелок Гай Старик стал вторым спортсменом в Израиле, участвовавшим в четырёх Олимпийских играх. Три атлета участвовали в Олимпийских играх в третий раз: прыгун с шестом Александр Авербух, борец дзюдо Ариэль Зееви и гребец на каноэ Михаил Калганов. Ещё 12 человек участвовали в Олимпиаде второй раз.

## Медалисты
| Медаль | Имя          | Вид спорта     | Соревнование |
| ------ | ------------ | -------------- | ------------ |
| Бронза | Шахар Цубери | Парусный спорт | Виндсерфинг  |

### Другие достижения
| Место | Имя                                          | Вид спорта                | Соревнование                    |
| ----- | -------------------------------------------- | ------------------------- | ------------------------------- |
| 4     | Веред Бускила и Найк Корнецки                | Парусный спорт            | Класс 470 среди женщин          |
| 5     | Галь Екутиэль                                | Дзюдо                     | Мужчины, до 60 кг               |
| 6     | Сборная Израиля по художественной гимнастике | Художественная гимнастика | Групповое многоборье            |
| 8     | Александр Шатилов                            | Спортивная гимнастика     | Вольные упражнения среди мужчин |
| 9     | Ирина Рисензон                               | Художественная гимнастика | Личное первенство               |
| 10    | Мааян Давидович                              | Парусный спорт            | Виндсерфинг                     |
| 13    | Гиди Клигер и Уди Галь                       | Парусный спорт            | Класс 470 среди мужчин          |